# Pruno
Pour les articles homonymes, voir Pruno (homonymie).
Pruno est une commune française située dans la circonscription départementale de la Haute-Corse et le territoire de la collectivité de Corse. Le village appartient à la piève d'Ampugnani, en Castagniccia. Il est notamment célèbre pour sa fête annuelle de la châtaigne qui a lieu le dernier week-end de novembre.

## Géographie

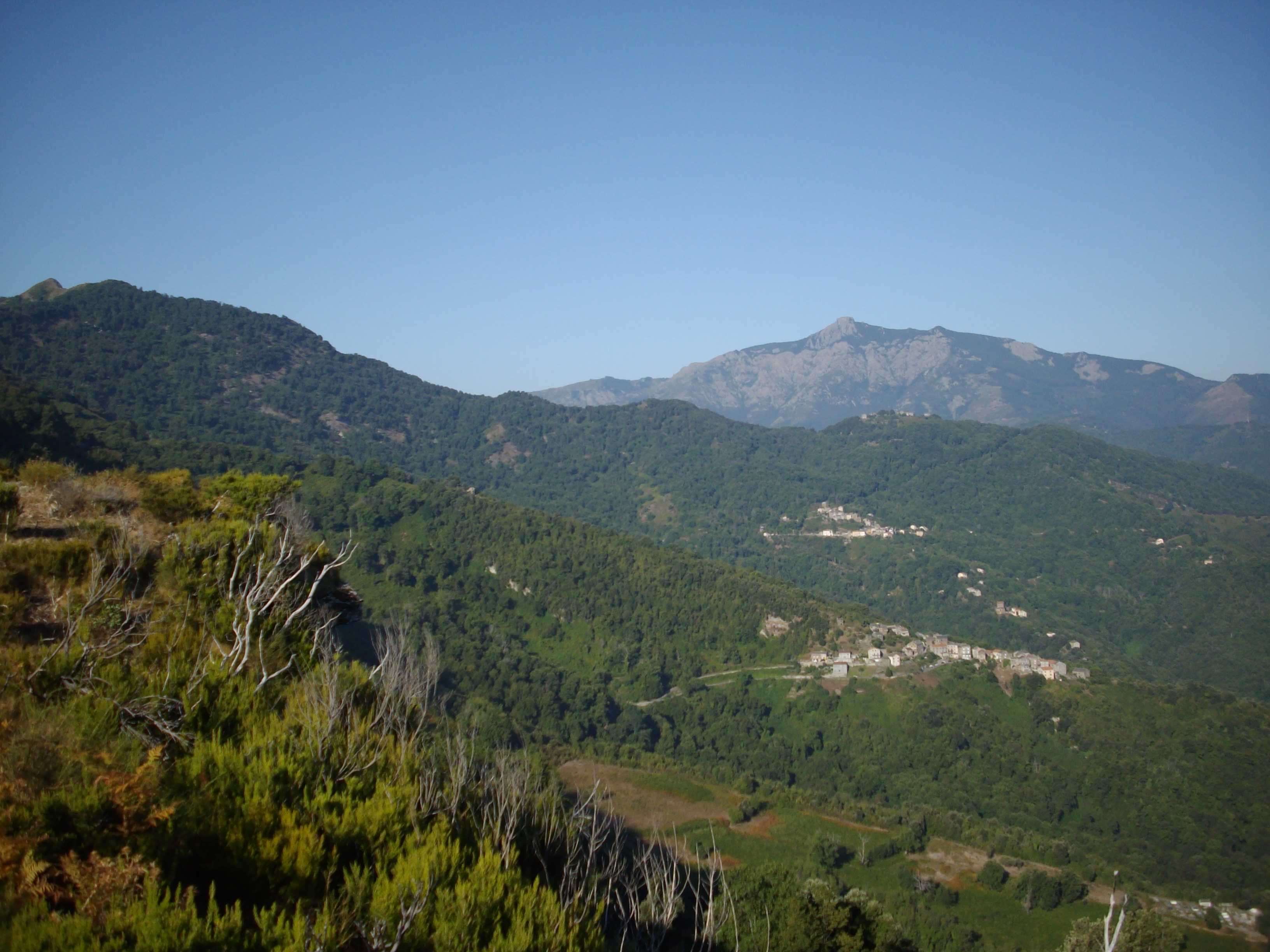
Pruno devant les villages de Poggio, Olmo et devant le Monte San Petrone.

Ce village bénéficie d'un emplacement proche de la plaine et donc des villes et de la mer tout en se trouvant en pleine montagne.

## Urbanisme

### Typologie
Au 1er janvier 2024, Pruno est catégorisée commune rurale à habitat très dispersé, selon la nouvelle grille communale de densité à sept niveaux définie par l'Insee en 2022.
Elle est située hors unité urbaine. Par ailleurs la commune fait partie de l'aire d'attraction de Bastia, dont elle est une commune de la couronne,. Cette aire, qui regroupe 93 communes, est catégorisée dans les aires de 50 000 à moins de 200 000 habitants,.

### Occupation des sols
L'occupation des sols de la commune, telle qu'elle ressort de la base de données européenne d’occupation biophysique des sols Corine Land Cover (CLC), est marquée par l'importance des forêts et milieux semi-naturels (92,8 % en 2018), une proportion identique à celle de 1990 (93 %). La répartition détaillée en 2018 est la suivante : 
forêts (92,3 %), zones agricoles hétérogènes (7,3 %), milieux à végétation arbustive et/ou herbacée (0,3 %), espaces ouverts, sans ou avec peu de végétation (0,2 %). L'évolution de l’occupation des sols de la commune et de ses infrastructures peut être observée sur les différentes représentations cartographiques du territoire : la carte de Cassini (XVIIIe siècle), la carte d'état-major (1820-1866) et les cartes ou photos aériennes de l'IGN pour la période actuelle (1950 à aujourd'hui).

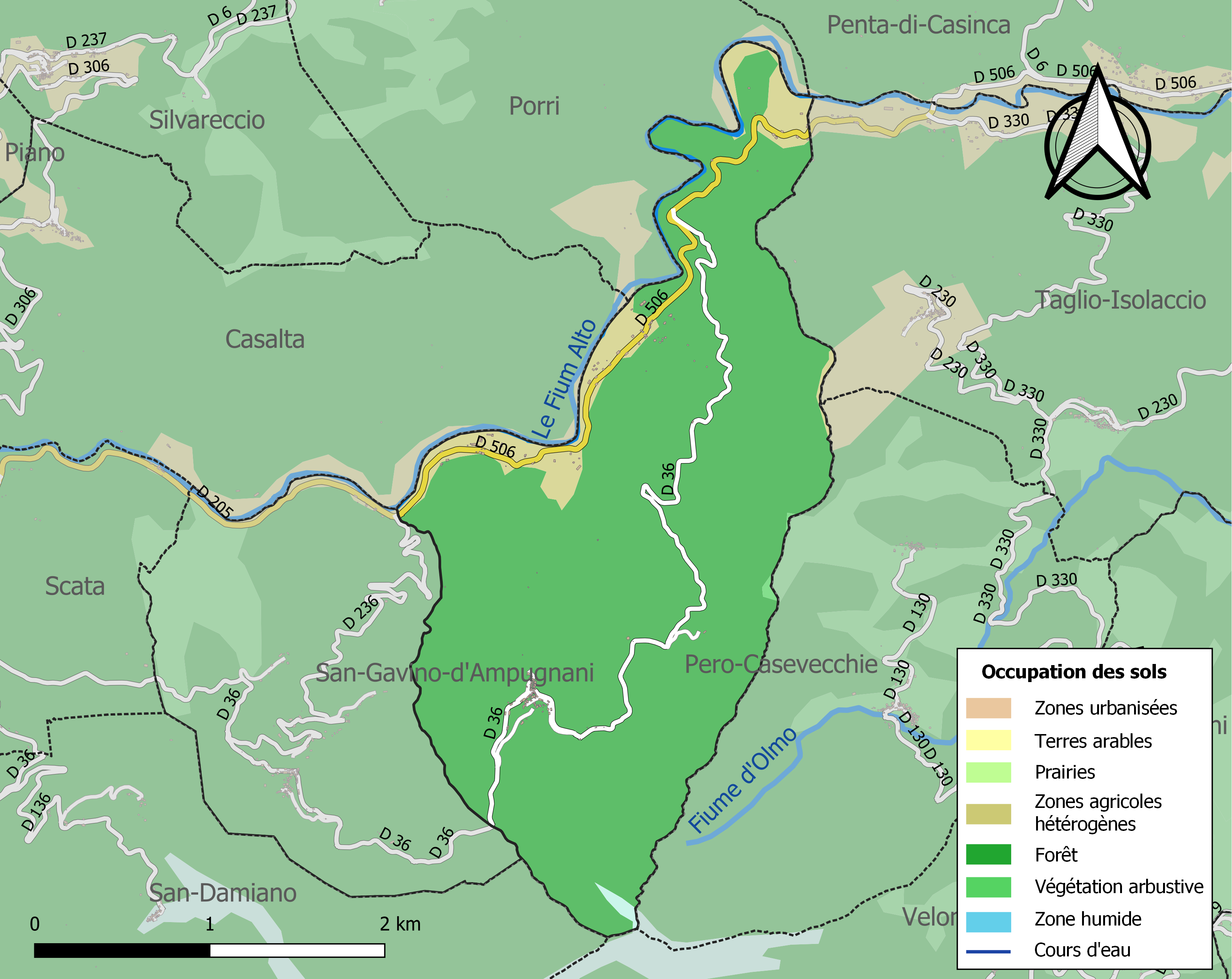
Carte des infrastructures et de l'occupation des sols de la commune en 2018 (CLC).

## Toponymie
Du latin prunus, était planté de pruniers.
En corse, u prunu désigne le piquant de la bogue de la châtaigne. Ceci s'explique par le fait que le village est situé en Castagniccia, la région des châtaigniers.

## Politique et administration
| Période                                  | Période  | Identité            | Étiquette | Qualité |
| ---------------------------------------- | -------- | ------------------- | --------- | --- |
| 1953                                     | 1983     | Pierre-Paul Giacomi | Gaulliste | Député (1968-1973, 1978-1981) - Conseiller général du Canton de La Porta (1958-1973) puis du canton de Fiumalto-d'Ampugnani (1973-1983) |
| 1983                                     | ?        | Jean-Marc Balési    |           | |
| mars 1995                                | 2014     | Charles Poli        | DVD       | |
| mars 2014                                | En cours | Charles Giacomi     | FN        | Cadre supérieur Vice-président de la communauté de communes                                                                             |
| Les données manquantes sont à compléter. |          |                     |           | |

## Démographie
L'évolution du nombre d'habitants est connue à travers les recensements de la population effectués dans la commune depuis 1800. Pour les communes de moins de 10 000 habitants, une enquête de recensement portant sur toute la population est réalisée tous les cinq ans, les populations de référence des années intermédiaires étant quant à elles estimées par interpolation ou extrapolation. Pour la commune, le premier recensement exhaustif entrant dans le cadre du nouveau dispositif a été réalisé en 2004.

En 2022, la commune comptait 176 habitants, en évolution de +2,33 % par rapport à 2016 (Haute-Corse : +5,15 %, France hors Mayotte : +2,11 %).
| 1800 | 1806 | 1821 | 1831 | 1836 | 1841 | 1846 | 1851 | 1856 |
| ---- | ---- | ---- | ---- | ---- | ---- | ---- | ---- | ---- |
| 226  | 229  | 479  | 285  | 299  | 342  | 366  | 372  | 386  |

| 1861 | 1866 | 1872 | 1876 | 1881 | 1886 | 1891 | 1896 | 1901 |
| ---- | ---- | ---- | ---- | ---- | ---- | ---- | ---- | ---- |
| 374  | 335  | 391  | 370  | 412  | 374  | 355  | 353  | 532  |

| 1906 | 1911 | 1921 | 1926 | 1931 | 1936 | 1946 | 1954 | 1962 |
| ---- | ---- | ---- | ---- | ---- | ---- | ---- | ---- | ---- |
| 534  | 500  | 404  | 503  | 506  | 539  | 512  | 608  | 260  |

| 1968 | 1975 | 1982 | 1990 | 1999 | 2004 | 2006 | 2009 | 2014 |
| ---- | ---- | ---- | ---- | ---- | ---- | ---- | ---- | ---- |
| 245  | 157  | 145  | 129  | 182  | 190  | 196  | 188  | 176  |

| 2019 | 2022 | - | - | - | - | - | - | - |
| ---- | ---- | - | - | - | - | - | - | - |
| 183  | 176  | - | - | - | - | - | - | - |

## Lieux et monuments
Au cœur du village, se situe l'église baroque. À 2 km de cette église, se situe une chapelle romane, dans laquelle se trouve une fresque datant du Xe siècle (Sta Maria di Canovaria). Un pressoir à huile, qui est encore en état aujourd'hui, peut être visité par les touristes. Il y a également d'autres types de pressoirs dans le village, également visitables, comme ceux pour le vin, ainsi que des aires à blé.
- Église Santa Maria de Pruno. L'édifice a été classé au titre des monuments historique en 1983[14].
- Église de l'Assomption de Pruno. Elle est inscrite à l'Inventaire général du patrimoine culturel[15].